# NGC 1234
NGC 1234  ist eine Balken-Spiralgalaxie vom Hubble-Typ SBcd im Sternbild Eridanus südlich des Himmelsäquators. Sie ist schätzungsweise 165 Millionen Lichtjahre von der Milchstraße entfernt und hat einen Durchmesser von etwa 90.000 Lj.
Das Objekt wurde 1886 von Francis Leavenworth entdeckt.